# Wonder Woman 1984
Wonder Woman 1984 je americký akční film z roku 2020 režisérky Patty Jenkinsové, natočený na motivy komiksů z vydavatelství DC Comics o superhrdince Wonder Woman. V titulní roli se představila Gal Gadotová, která tuto postavu ztvárnila již ve filmu Wonder Woman (2017). V dalších rolích se objevili Chris Pine, Kristen Wiigová a Pedro Pascal. Jedná o devátý snímek filmové série DC Extended Universe. V tomto filmu, odehrávajícím se za studené války, bojuje Diana (Wonder Woman) po boku svého dávného přítele Steva Trevora proti Maxi Lordovi a Cheetah.
Do amerických kin byl film uveden 25. prosince 2020 a zároveň byl vydán na streamovací službě HBO Max. Film získal od kritiků rozporuplné recenze a vzhledem k opatřením spojeným s koronavirovou pandemií se netěšil moc velké návštěvnosti v kinech. Nicméně režisérka Patty Jenkinsová ihned po premiéře snímku oznámila, že vznikne pokračování filmu.

## Obsazení
| Gal Gadotová      | Diana Prince / Wonder Woman     |
| Chris Pine        | Steve Trevor                    |
| Kristen Wiigová   | Barbara Minerva / Cheetah       |
| Pedro Pascal      | Maxwell „Max Lord“ Lorenzano    |
| Robin Wright      | Antiope                         |
| Connie Nielsen    | Hippolyta                       |
| Lilly Aspell      | mladá Diana                     |
| Lambro Demetriou  | Maxwell v 8 letech              |
| Jonny Barry       | Maxwell v 15 letech             |
| Lucian Perez      | Alistair, Maxwellův syn         |
| Amr Waked         | Emír Said Bin Abydos            |
| Kristoffer Polaha | hezký muž                       |
| Natasha Rothwell  | Carol, šéfka Barbary            |
| Ravi Patel        | Babajide                        |
| Gabriella Wilde   | Raquel, Maxwellova asistentka   |
| Oliver Cotton     | Simon Stagg, Maxwellův investor |
| Kelvin Yu         | Jake, kolega Barbary            |
| Stuart Milligan   | americký prezident              |